# Leuctra joani
Leuctra joani är en bäcksländeart som beskrevs av Vinçon och Isabel Pardo 1994. Leuctra joani ingår i släktet Leuctra och familjen smalbäcksländor. Inga underarter finns listade i Catalogue of Life.